# ماريا ستولبوفا
ماريا ستولبوفا (الروسية: Мария Юрьевна Столбова ، من مواليد 3 مايو 1984 في بيرم) هي لاعبة جمباز إيقاعي روسية، وهي حاصلة على درجة الماستر في الرياضة، وبطلة عالمية وأوروبية، في عام 2002 فازت بالميدالية الذهبية في التدريبات الجماعية مع المنتخب الوطني الروسي (جنبًا إلى جنب مع كسينيا دزالاجانيا وآخرين) في كل من بطولات الجمباز الإيقاعي العالمية والأوروبية. بعد تقاعدها من الرياضة الاحترافية، أصبحت عارضة أزياء في التقاط الصور في عدة مجلات.